# Sven-Olof Petersson (politiker)
Sven-Olof Håkan Petersson (i riksdagen kallad Petersson i Torhamn), född 28 september 1955 i Torhamns församling i Blekinge län, är en svensk politiker (centerpartist). Han var ordinarie riksdagsledamot 1988–1994, invald för Blekinge läns valkrets. Till yrket har Petersson varit byggnadsingenjör och senare lantbrukare.
Han är son till lantbrukaren Olof Petersson och distriktssköterskan Maja Östergren. Han gifte sig 1992 med Anna-Karin Rosenberg (född 1963). Petersson satt i kommunfullmäktige i Karlskrona kommun 1983–1991. I riksdagen engagerade han sig främst i närings- och regionalpolitik med fokus på yrkesfiskets villkor, viltvård och miljöfrågor samt försvars- och säkerhetspolitik.